# Diego Rosa (cyclisme)
Pour les articles homonymes, voir Diego Rosa.
Diego Rosa, né le 27 mars 1989 à Corneliano d'Alba, est un coureur cycliste italien, professionnel depuis 2013 et membre de l'équipe Eolo-Kometa.

## Biographie

### Débuts chez les amateurs
Diego Rosa est originaire d'Alba, dans la province de Coni dans le nord-ouest de l'Italie. Son frère Massimo est également coureur. Durant ses premières années, il se spécialise dans le VTT cross-country. Entre 2008 et 2011, il prend part à des compétitions avec l'équipe Giant Italia. En 2011, il se classe huitième du championnat du monde de VTT dans la catégorie des moins de 23 ans à Champéry, en Suisse. 
En 2012, Diego Rosa passe du VTT au cyclisme sur route. Lors de sa première année en tant que coureur de route, il est sous contrat avec l'équipe Palazzago-Elledent-RAD Logistica de Olivano Locatelli. Il obtient trois victoires, dont une étape et le classement général du Tour du Frioul-Vénétie julienne. Il se classe également troisième du Trofeo Franco Balestra et termine meilleur grimpeur du Girobio.

### 2013-2014: expérience chez Androni Giocattoli
Grâce à ses bonnes performances, Diego Rosa devient coureur professionnel en 2013, au sein de l'équipe Androni Giocattoli-Venezuela. Il montre ses qualités de grimpeurs en remportant le classement des jeunes du Tour méditerranéen 2013, en se classant 23e de son premier Tour d'Italie et 5e de la Route du Sud.
L'année suivante, il participe une nouvelle fois au Tour d'Italie, mais, à la suite d'une chute, il se blesse le genou et abandonne quelques jours plus tard. À l'été 2014, l'équipe World Tour kazakhe Astana - qui comprend de nombreux coureurs italiens - annonce son arrivée pour la saison 2015.

### 2015-2016: le World Tour avec Astana
En 2015, il dispute sa première saison avec l'équipe Astana. Avec son nouveau maillot, Rosa se classe cinquième des Strade Bianche. Au Tour d'Italie, il est équipier de Fabio Aru. Il termine à nouveau 23e de ce Giro, sur le podium duquel Astana place deux coureurs : Aru, deuxième, et Mikel Landa troisième. En fin de saison, il est vingtième du Tour d'Espagne. Il prolonge de deux ans le contrat qui le lie à sa formation. Le 1er octobre 2015, il remporte sa première course en tant que professionnel, dans sa région. Il s'impose après une attaque lors de l'ascension du Colle di Superga lors la 96e édition de Milan-Turin. Quelques jours plus tard, il termine à la cinquième place du Tour de Lombardie gagné par son leader Vincenzo Nibali.
Après un début de saison 2016 dans un rôle d'équipier, il s'adjuge la 5e étape du Tour du Pays basque, à l'issue d'une échappée en solitaire de 90 kilomètres. Il s'impose avec plus de trois minutes d'avance et franchit la ligne en brandissant son vélo à deux mains. Il remporte également le classement de la montagne de cette course. Lors de la campagne des classiques ardennaises, il obtient comme meilleur résultat une 10e place sur Liège-Bastogne-Liège, puis il se classe 8e du Critérium du Dauphiné. Il est ensuite retenu pour son premier Tour de France pour aider Fabio Aru, mais ne peut empêcher la performance globale décevante de son équipe. Au mois d'août, il est sélectionné pour la course sur route des Jeux olympiques de Rio de Janeiro, où il abandonne. La veille, des médias italiens ont révélé qu'il avait manqué trois contrôlés inopinés lors des douze derniers mois. Cependant, deux de ces contrôles ont été invalidés à la suite d'erreurs et de vice de forme des contrôleurs,. En fin de saison, il profite de la méforme de Aru pour jouer sa carte lors du Tour de Lombardie. Dans le final, il se retrouve avec les Colombiens Esteban Chaves et Rigoberto Uran et ignorant les conseils tactiques de son directeur sportif Giuseppe Martinelli, il essaye de les attaquer dans le dernier kilomètre. Il se fait reprendre, puis devancer au sprint par Chaves.

### 2017-2019: Sky
En 2017, Diego Rosa quitte l'équipe Astana et rejoint l'équipe Sky pour trois ans.

### 2022: fin de carrière sur route
Rosa arrête sa carrière de coureur sur route en fin d'année 2022.

## Style
Diego Rosa est un grimpeur, capable d'obtenir des résultats à la fois sur des courses à étapes et des courses d'un jour.

## Palmarès sur route

### Palmarès amateur
- 2011
  - 3e de la Coppa d'Inverno
- 2012
  - Tour du Frioul-Vénétie julienne :
    - Classement général
    - 3e étape

  - Bologna-Raticosa
  - 3e du Trofeo Franco Balestra
  - 3e de Cirié-Pian della Mussa

### Palmarès professionnel
| - 2015 - Milan-Turin - 5e du Tour de Lombardie - 2016 - 5e étape du Tour du Pays basque - 2e du Tour de Lombardie - 8e du Critérium du Dauphiné - 10e de Liège-Bastogne-Liège - 2018 - Semaine internationale Coppi et Bartali : - Classement général - 1re étape b (contre-la-montre par équipes) | - 2019 - 2e du Mémorial Marco Pantani - 3e du Tour du Guangxi - 2020 - 3e du Trofeo Laigueglia - 10e des Strade Bianche |  |

### Résultats sur les grands tours

#### Tour de France
2 participations
- 2016 : 37e
- 2020 : abandon (8e étape)

#### Tour d'Italie
5 participations
- 2013 : 23e
- 2014 : abandon (18e étape)
- 2015 : 23e
- 2017 : 55e
- 2022 : 77e

#### Tour d'Espagne
2 participations
- 2015 : 20e
- 2017 : 53e

### Classements mondiaux
| Année                                 | 2012 | 2013 | 2014 | 2015 | 2016 | 2017 | 2018 | 2019 | 2020 | 2021  | 2022  |
| ------------------------------------- | ---- | ---- | ---- | ---- | ---- | ---- | ---- | ---- | ---- | ----- | ----- |
| UCI World Tour                        |      |      |      | 71e  | 43e  | 183e | 363e |      |      |       |       |
| Classement mondial                    |      |      |      |      | 70e  | 394e | 430e | 215e | 141e | 1415e | 1282e |
| UCI Europe Tour                       | 158e | 489e | 310e |      | 664e | 463e | 261e | 180e | 115e | 1007e | 889e  |
|                                       |      |      |      |      |      |      |      |      |      |       |       |
| Légende : nc = non classéSource : UCI |      |      |      |      |      |      |      |      |      |       |       |

## Palmarès en VTT

### Coupe du monde
- Coupe du monde de cross-country marathon
  - 2023 : 5e du classement général

### Championnats d'Italie
- 2023
  -  Champion d'Italie de cross-country marathon